# Valkjärvi (sjö i Finland, lat 60,65, long 23,75)
Valkjärvi är en sjö i Finland. Den ligger i kommunerna Somero och Tammela i landskapen Egentliga Finland och Egentliga Tavastland, i den södra delen av landet, 80 km nordväst om huvudstaden Helsingfors. Valkjärvi ligger 119,6 meter över havet. I omgivningarna runt Valkjärvi växer i huvudsak blandskog. Arean är 64,9 hektar och strandlinjen är 6,32 kilometer lång. Sjön  ingår i Pemar å huvudavrinningsområde. 